# Nitzahn
Nitzahn ist ein Ortsteil der Gemeinde Milower Land im Landkreis Havelland in Brandenburg, (Deutschland).

## Geografie und Verkehrsanbindung
Nitzahn liegt im südlichen Bereich des Gemeindegebietes an der Landesstraße L 96. Die Havel fließt östlich. Noch weiter östlich verläuft die B 102. Die Landesgrenze zu Sachsen-Anhalt verläuft 2 km entfernt westlich.
Zum Ortsteil Nitzahn gehören die Gemeindeteile Knoblauch und Wendeberg.

## Geschichte
Nitzahn lag im Landkreis Jerichow II (am 15. Juni 1950 in Landkreis Genthin umbenannt) der preußischen Provinz Sachsen bzw. dem Land Sachsen-Anhalt.
Am 20. Juli 1950 wurden die bis dahin eigenständigen Gemeinden Jerchel (ohne die Ortsteile Marquede und Schäferei) und Knoblauch nach Nitzahn eingemeindet.
Mit der Verwaltungsreform 1952 in der DDR wurde Nitzahn dem Kreis Rathenow im Bezirk Potsdam zugeordnet.
Am 1. Januar 1957 wurde der Ortsteil Jerchel wieder aus der Gemeinde Nitzahn ausgegliedert und entstand als politisch selbstständige Gemeinde neu.
Durch die brandenburgische Kreisreform am 6. Dezember 1993 wurde die Gemeinde Teil des Landkreises Havelland. Die brandenburgische Gemeindereform 2003 gliederte Nitzahn am 26. Oktober 2003 in die neugebildete Gemeinde Milower Land ein.

## Wappen
| | Blasonierung: „Im von Gold und Grün gespaltenen Schild schräggekreuzt eine Sense und ein Rechen, in der Mitte überdeckte von einer gebundenen Garbe; alles in verwechselten Farben.“ |
| Das Wappen wurde vom Heraldiker Jörg Mantzsch aus Magdeburg gestaltet und am 18. Dezember 2012 unter der Registratur 11 BR in die Deutsche Ortswappenrolle (DOWR) des HEROLD eingetragen und dokumentiert. Gestiftet wurde es vom Kulturverein Milower Land e. V., um es als Symbol der örtlich-lokalen Identität außerhalb von Amtshandlungen zu führen. | |

## Sehenswürdigkeiten
- Dorfkirche Nitzahn